# Дзевенчиці
Дзевенчиці (пол. Dziewięczyce) — село в Польщі, у гміні Дзялошиці Піньчовського повіту Свентокшиського воєводства.
Населення — 119 осіб (2011).
У 1975—1998 роках село належало до Келецького воєводства.

## Демографія
Демографічна структура на день 31 березня 2011 року:
|          | Загалом | Допрацездатний вік | Працездатний вік | Постпрацездатний вік |
| -------- | ------- | ------------------ | ---------------- | -------------------- |
| Чоловіки | 63      | 7                  | 47               | 9                    |
| Жінки    | 56      | 6                  | 31               | 19                   |
| Разом    | 119     | 13                 | 78               | 28                   |